# Merostachys multiramea
Merostachys multiramea är en gräsart som beskrevs av Eduard Hackel. Merostachys multiramea ingår i släktet Merostachys och familjen gräs. Inga underarter finns listade i Catalogue of Life.